# Barbara Robbins
Barbara Annette Robbins, née le 26 juillet 1943 et morte le 30 mars 1965, était une secrétaire américaine employée par la Central Intelligence Agency (CIA). Elle est tuée dans un attentat à la voiture piégée lancé sur l'ambassade des États-Unis à Saïgon (République du Viêt Nam ou plus communément Viêt Nam du Sud) : elle est ainsi la première femme employée par la CIA à mourir en mission dans l'histoire de l'agence, et, en 2012, le plus jeune agent à mourir dans l'exercice de ses fonctions (21 ans).

## Biographie
Barbara Robbins naît dans le Dakota du Sud mais passe l'essentiel de son enfance dans le Colorado, où elle suit une formation en secrétariat à l'université d'État du Colorado entre 1961 et 1963. Elle rejoint la CIA peu de temps après l'obtention de son diplôme, motivée par le désir de participer à l'effort de lutte contre le communisme. Alors qu'elle n'avait jamais voyagé à l'extérieur des États-Unis, elle se porte elle-même volontaire pour partir en mission à Saïgon, au Viêt Nam du Sud. Lorsque son père, un vétéran de la Marine, lui demanda d'expliquer cette décision, elle lui aurait répondu : « Quand ils [les communistes] seront à l'ouest de Colfax [un quartier de Denver], tu regretteras de n'avoir rien fait ».
Le 30 mars 1965, une voiture piégée explose devant l'ambassade américaine au Viêt Nam du Sud. Avant l'explosion se déroule une confrontation entre le conducteur et un policier en faction ; Barbara Robbins se rendit alors à la fenêtre du deuxième étage du bâtiment où elle travaillait pour voir ce qui se passait. Elle est tuée sur le coup. Parmi les victimes, on compte également un commerçant philippin qui servait dans la marine des États-Unis et 19 Vietnamiens.
La CIA honore la mémoire de Barbara Robbins par l'inscription d'une étoile sur le mur commémoratif situé au siège de l’agence, à Langley, en Virginie. Ce mur rend hommage aux membres du personnel tués alors qu'ils travaillaient pour l'agence. Cependant, pendant de nombreuses années, la CIA a omis le nom de Robbins dans le Livre d'honneur, qui énumère les noms de ces employés tués, invoquant la raison selon laquelle travaillait en réalité sous la couverture du département d'État. En mai 2011, le directeur de la CIA, Leon Panetta, a annoncé que le nom de Robbins serait inscrit dans le Livre d'honneur. Elle a reçu à titre posthume la Médaille d'honneur, première classe, par le ministre sud-vietnamien des Affaires étrangères, Tran Van Do.

## Sources
- (en) Cet article est partiellement ou en totalité issu de l’article de Wikipédia en anglais intitulé « Barbara Robbins » (voir la liste des auteurs).